# 352 (číslo)
Tři sta padesát dva je přirozené číslo, které následuje po čísle tři sta padesát jedna a předchází číslu tři sta padesát tři. Římskými číslicemi se zapisuje CCCLII a řeckými číslicemi τνβ.

## Matematika
352 je:
- Abundantní číslo
- Nešťastné číslo
- Počet řešení problému n dam pro n = 9

## Astronomie
- (352) Gisela je planetka hlavního pásu, kterou objevil v roce 1893 Max Wolf

## Doprava
- Silnice II/352 je česká silnice II. třídy vedoucí na trase I/19 – Polná – Jihlava[1][2]

## Ostatní
- +352 je mezinárodní telefonní předvolba Lucemburska

## Roky
- 352
- 352 př. n. l.